# Джон-Коргон
Джон-Коргон — село в Бакай-Атинском районе Таласской области Кыргызстана. Входит в состав Ороского аильного округа. Код СОАТЕ — 41707 220 843 02 0  .

## Население
По данным переписи 2009 года, в селе проживало 392 человека.